# Claude Agostini
Claude Agostini (Parigi, 23 gennaio 1936 – Saintes, 29 ottobre 1995) è stato un direttore della fotografia francese.

## Biografia
Figlio del direttore della fotografia Philippe Agostini, inizia la propria carriera come fotografo di laboratorio e di reportage per Paris Match, poi dal 1959 lavora come operatore televisivo per Télé-Europe.
Esordisce come direttore della fotografia cinematografica all'inizio degli anni settanta, con il film La petite fille à la recherche du printemps (1971), diretto dal padre. 
Nel 1972 è fra gli operatori della troupe di Willy Kurant e Gábor Pogány per il film concerto Pink Floyd: Live at Pompeii, diretto da Adrian Maben.
Cura la fotografia dei primi tre lungometraggi di Jean-Jacques Annaud, in particolare quella di La guerra del fuoco (La guerre du feu), che gli vale la candidatura al Premio César, per la quale adotta un'illuminazione ridotta per riprodurre l'esperienza visiva degli uomini primitivi e lavora sulla grana della pellicola in fase di sviluppo. In seguito si dedica soprattutto al genere della commedia, lavorando fra gli altri con Francis Veber (Les compères - Noi siamo tuo padre).

## Filmografia

### Direttore della fotografia

#### Cinema
- La petite fille à la recherche du printemps, regia di Philippe Agostini (1971)
- Sambizanga, regia di Sarah Maldoror (1972)
- Psicossessione (La chute d'un corps), regia di Michel Polac (1973)
- I buoni sentimenti stuzzicano l'appetito (Les grands sentiments font les bons gueuletons), regia di Michel Berny (1973)
- On s'est trompé d'histoire d'amour, regia di Jean-Louis Bertucelli (1974)
- Bianco e nero a colori (Noirs et blancs en couleur), regia di Jean-Jacques Annaud (1976)
- Le sept à la butte, regia di Daniel Vigne - cortometraggio (1977)
- Vous n'aurez pas l'Alsace et la Lorraine, regia di Coluche (1977)
- Sono timido... ma lei mi cura (Je suis timide... mais je me soigne), regia di Pierre Richard (1978)
- Il sostituto (Coup de tête), regia di Jean-Jacques Annaud (1978)
- C'est pas moi, c'est lui, regia di Pierre Richard (1980)
- Girls, regia di Just Jaeckin (1980)
- episodio Parigi (Il metodo francese) di I seduttori della domenica (Sunday Lovers), regia di Édouard Molinaro (1980)
- La guerra del fuoco (La guerre du feu), regia di Jean-Jacques Annaud (1981)
- Un chien dans un jeu de quilles, regia di Bernard Guillou (1983)
- Les compères - Noi siamo tuo padre (Les compères), regia di Francis Veber (1983)
- Il ragazzo della baia (The Bay Boy), regia di Daniel Petrie (1984)
- Spécial police, regia di Michel Vianey (1985)
- Le matou, regia di Jean Beaudin (1985)
- Paulette, la pauvre petite milliardaire, regia di Claude Confortès (1986)
- Black Mic Mac, regia di Thomas Gilou (1986)
- The Arrogant, regia di Philippe Blot (1987)
- Le moustachu, regia di Dominique Chaussois (1987)
- Mes meilleurs copains, regia di Jean-Marie Poiré (1989)
- La barbare, regia di Mireille Darc (1989)
- Le crime d'Antoine, regia di Marc Rivière (1989)
- Helmut Newton: Frames from the Edge, regia di Adrian Maben (1989)
- Promotion canapé, regia di Didier Kaminka (1990)
- Soalnik station, regia di Pascal Graffin  - cortometraggio (1991)
- La gamine, regia di Hervé Palud (1991)
- Les Secrets professionnels du docteur Apfelglück, regia collettiva (1991)
- À quoi tu penses-tu?, regia di Didier Kaminka (1992)
- Justinien Trouvé, ou le bâtard de Dieu, regia di Christian Fechner (1993)
- Marie de Nazareth, regia di Jean Delannoy (1995)

#### Televisione
- Orphée 70, regia di Patrice Molinard - cortometraggio TV (1968)
- Vendetta (Sword of Gideon), regia di Michael Anderson - film TV (1986)

### Direttore della fotografia e sceneggiatore
- Sambizanga, regia di Sarah Maldoror (1972)